# 田代町 (秋田県)
田代町（たしろまち）は、かつて秋田県北秋田郡におかれていた町である。2005年6月20日に大館市に編入し消滅した。

## 地理
- 山: 田代岳
- 河川: 米代川
- 湖沼: 五色湖（山瀬ダムの人工湖）

### 隣接していた自治体
- 秋田県
  - 大館市
  - 北秋田市
  - 山本郡：藤里町
- 青森県
  - 弘前市
  - 南津軽郡：大鰐町
  - 中津軽郡：相馬村、西目屋村

## 歴史
- 1889年（明治22年）4月1日 - 早口村・山瀬村が発足。
- 1900年（明治33年）10月7日 - 早口駅が官設鉄道の一般駅として早口村に開業する。
- 1947年（昭和22年）7月1日 - 早口村が町制施行し早口町になる。
- 1956年（昭和31年）9月30日 - 早口町と山瀬村が合併し、田代町が新設。
- 2005年（平成17年）6月20日 - 比内町とともに大館市に編入し、消滅。

## 交通

### 鉄道
- 東日本旅客鉄道
  - 奥羽本線：早口駅

### 道路
一般国道
- 国道7号

主要地方道
- 秋田県道52号比内田代線
- 秋田県道68号白沢田代線

## 著名出身者
- 近江屋信広 (政治家)
- 大矢崎信哉 (力士)
- 大矢崎武男 (力士)